# 拉斐特大桥
拉斐特大桥（英語：Lafayette Bridge）位于美国明尼苏达州圣保罗市中心，是52号美国国道横跨密西西比河的大桥。大桥跨越密西西比河北岸的铁路、河流本身以及密西西比河南岸的工业区，是双城子地区最长的密西西比河桥梁之一。
老的拉斐特大桥修建于1960年代，1968年建成通车。在I-35W密西西比河大桥坍塌事故后，明尼苏达州政府启动了一系列可能存在问题的桥梁的更新计划，包括了拉斐特大桥。